# Paragabara biundata
Paragabara biundata är en fjärilsart som beskrevs av George Francis Hampson 1926. Paragabara biundata ingår i släktet Paragabara och familjen nattflyn. Inga underarter finns listade i Catalogue of Life.